# Bernhard Horwitz
Bernhard Horwitz (Neustrelitz, 10 de mayo de 1807 - Londres, 29 de agosto de 1885) fue un maestro de ajedrez germano-inglés.
Horwitz nació en Alemania y fue a la escuela en Berlín, donde estudió arte. Entre 1837 y 1843, formó parte de un grupo de ajedrecistas alemanes conocido como "Las Pléyades". 
Se trasladó a Londres en 1845. En 1846, perdió un encuentro contra el maestro visitante Lionel Kieseritzky y otro contra Howard Staunton, perdiendo 15.5-8.5. Su mejor resultado fue la victoria contra Henry Bird en 1851. Jugó su primer torneo de ajedrez internacional, Londres 1851, derrotando otra vez a Bird en la primera ronda, pero perdiendo con Staunton en la segunda y siendo noqueado por J. Szen en la tercera.
Los Estudios de Ajedrez (1851) de Horwitz junto con Josef Kling, es un importante tratado sobre estudios y sobre finales en general.